# 電子の標的
『電子の標的―警視庁特別捜査官・藤江康央―』（でんしのひょうてき けいしちょうとくべつそうさかん・ふじえやすひろ、Cyberchase: A Story of MPD Special Investigator）は、濱嘉之による日本の警察小説。2015年5月13日に、テレビ東京「水曜ミステリー9」にて、『犯罪科学分析室 電子の標的』のタイトルで伊原剛志主演でテレビドラマ化された。

## あらすじ
大手流通業、日美商会の専務の息子で、小学2年生の重田悠斗が誘拐され、父親の元に2億円の身代金を要求する電話がかかってくる。設立されたばかりの特別捜査室が最新の機器を用いて犯罪者を追い詰めていく。

## 登場人物
藤江 康央（ふじえ やすひろ）
警視庁刑事部捜査第一課特別捜査官。37歳。前在韓日本大使館一等書記官。キャリアながら現場一筋をモットーとしており、3年間の大使館勤務時代には、多くの人を救い『平成のシンドラー』と呼ばれたり、北朝鮮製の偽札スーパーノートや覚醒剤密輸の摘発に尽力した。女性から好意を持たれることが多く、女性問題が原因で離婚した過去がある。
大谷 久美子
特別捜査室情報分析担当トップ。32歳。蜂のようなウエストのくびれは庁内でも有名。
加納 朋子
特別捜査室一般職員 主任。27歳。グラマラスな胸元が藤江を誘惑する。
チェ・アジュン
韓国人歌手。在日民団と韓商が主催したパーティで大使館勤務を終えて間もない藤江と知り会った。
重田 孝蔵
日美商会専務。妻・明子は同社会長・重田祐介の娘。小学2年生の息子・悠斗が誘拐され、身代金2億円を要求される。父・三枝清蔵は衆議院議員、母は元女優の原礼子。
大前 哲哉
内閣参事官。モデルとして活躍する大前香織は姉で、その夫が孝蔵の兄・憲蔵。児童買春防止に関わる法律の制定に際し、実態調査の名目で訪れたタイで、児童買春を実地体験してしまって以来、タイ人女性の買春にハマってしまう。
加藤 正一郎
ジャパンテレビ報道局長。大前と懇意にしており、買春付きのタイ風カラオケ屋で大前と遊んだ後に誘拐の報を側で聞く。
倉田 剛士
警視庁公安部巡査部長。藤江が新人時代の交番研修で世話になった先輩。主に酒の飲み方を教えた。

## テレビドラマ
『犯罪科学分析室 電子の標的』のタイトルで、2015年5月13日にテレビ東京「水曜ミステリー9」で放送された。藤江の経歴や人柄は変更されている。